# トキソカラ症
トキソカラ症(英: toxocariasis, toxocarosis)とは犬回虫(Toxocara canis)や猫回虫(Toxocara cati)を原因とするヒトの寄生虫病。ヒトは感染源からの含幼虫卵（L3幼虫まで発育している）を摂取することにより感染する。トキソカラ症には主要な臓器に影響を与える内臓幼虫移行症と眼や視神経に影響を与える眼幼虫移行症の2つの主要な型がある。

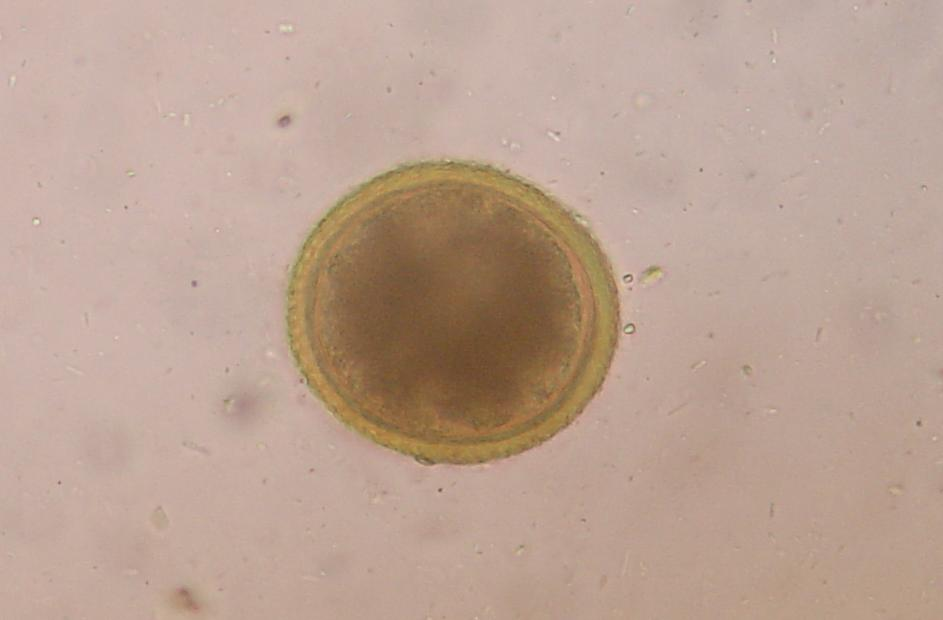
犬回虫の虫卵